# Richard Whiten
Richard F. Whiten (* 1. August 1967 in Philadelphia, Pennsylvania) ist ein US-amerikanischer Schauspieler und Synchronsprecher.

## Leben
Whiten wurde am 1. August 1967 in Philadelphia geboren. Ab 1987 studierte er an der Georgia Southern University Massenkommunikation und Medienwissenschaft. Er schloss sein Studium 1991 mit dem Bachelor-Abschluss erfolgreich ab. Ab Mitte der 1990er Jahre begann er, in verschiedenen Fernsehproduktionen, darunter Fernsehserien wie Superman – Die Abenteuer von Lois & Clark, New York Cops – NYPD Blue, Baywatch Nights und der Fernsehfilm The Innocent – Jagd auf ein unschuldiges Kind mitzuspielen. 1997 verkörperte er in vier Episoden der Fernsehserie Ein schrecklich nettes Haus die Rolle des Henry. 2003 hatte er die größere Rolle des Sgt. Willis in der Fernsehserie American Dreams. Im Folgejahr stellte er die wiederkehrende Rolle des Eddie Praether in der Fernsehserie Schatten der Leidenschaft dar. Zwischen 2009 und 2010 spielte er als Dr. Troy Crane in sieben Episoden der Fernsehserie Meet the Browns mit. Von 2012 bis 2015 stellte er die Rolle des Jimmy Starr in der Fernsehserie Austin & Ally dar. 2014 verkörperte er im Low-Budget-Film American Warships 2 die Rolle des Lt. Commander Barclay. Wiederkehrende Rollen erhielt er zu Beginn der 2020er Jahre in den Fernsehserien Two Degrees, The Neighborhood, Act Your Age und Palm Royale.

## Filmografie (Auswahl)
- 1994: Living Single (Fernsehserie, Episode 1x16)
- 1994: Superman – Die Abenteuer von Lois & Clark (Lois & Clark: The New Adventures of Superman, Fernsehserie, Episode 1x15)
- 1994: Crooklyn
- 1994: The Innocent – Jagd auf ein unschuldiges Kind (The Innocent, Fernsehfilm)
- 1995: New York Cops – NYPD Blue (NYPD Blue, Fernsehserie, Episode 2x14)
- 1995: Melrose Place (Fernsehserie, Episode 4x14)
- 1995; 1998: The Wayans Bros. (Fernsehserie, 2 Episoden, verschiedene Rollen)
- 1996: High Society (Fernsehserie, Episode 1x09)
- 1996: Baywatch Nights (Fernsehserie, Episode 1x15)
- 1996: High Tide – Ein cooles Duo (High Tide, Fernsehserie, Episode 3x10)
- 1997: Ein schrecklich nettes Haus (In The House, Fernsehserie, 4 Episoden)
- 1997: Eine starke Familie (Step by Step, Fernsehserie, Episode 6x21)
- 1997: Brooklyn South (Fernsehserie, Episode 1x04)
- 1997: High Tide – Ein cooles Duo (Beverly Hills, 90210, Fernsehserie, Episode 8x06)
- 1997: Jack Frost – Der eiskalte Killer (Jack Frost)
- 1998: Scorpio One – Jenseits der Zukunft (Scorpio One)
- 1998: For Your Love (Fernsehserie, Episode 1x01)
- 1998: Chicago Hope – Endstation Hoffnung (Chicago Hope, Fernsehserie, Episode 5x01)
- 1998: Martial Law – Der Karate-Cop (Martial Law, Fernsehserie, Episode 1x05)
- 1999: Catfish in Black Bean Sauce
- 1999: Malibu, CA (Fernsehserie, Episode 2x10)
- 2000: Retiring Tatiana
- 2000: Rules – Sekunden der Entscheidung (Rules of Engagement)
- 2000: Arli$$ (Fernsehserie, Episode 5x03)
- 2000: Moesha (Fernsehserie, Episode 6x06)
- 2001: Go with the Fro (Kurzfilm)
- 2001: Der Tod kennt keine Freundschaft (Face Value, Fernsehfilm)
- 2001–2002: Alias – Die Agentin (Alias, Fernsehserie, 3 Episoden, verschiedene Rollen)
- 2002: Emergency Room – Die Notaufnahme (ER, Fernsehserie, Episode 8x12)
- 2003: Meine Frau, ihr Vater und ich (The In-laws, Fernsehserie, Episode 1x13)
- 2003: JAG – Im Auftrag der Ehre (JAG, Fernsehserie, Episode 8x22)
- 2003: The West Wing – Im Zentrum der Macht (The West Wing, Fernsehserie, Episode 5x01)
- 2003: American Dreams (Fernsehserie, 3 Episoden)
- 2003: Hot Parts
- 2004: Lady Cops – Knallhart weiblich (The Division, Episode 4x03)
- 2004: Schatten der Leidenschaft (The Young and the Restless, Fernsehserie, 5 Episoden)
- 2005: Joey (Fernsehserie, Episode 1x18)
- 2005: Die Insel (The Island)
- 2005: Navy CIS (NCIS, Fernsehserie, Episode 3x05)
- 2005–2006: Zoey 101 (Fernsehserie, 3 Episoden)
- 2005–2007: Familienstreit de Luxe (The War at Home, Fernsehserie, 4 Episoden)
- 2006: Coda (Kurzfilm)
- 2006: Stargate – Kommando SG-1 (Stargate SG-1, Fernsehserie, Episode 10x07)
- 2006: Eine himmlische Familie (7th Heaven, Fernsehserie, Episode 11x11)
- 2006: Special Unit (Fernsehfilm)
- 2007: The Winner (Fernsehserie, Episode 1x05)
- 2007: Shadow Puppets
- 2007: Hotel Zack & Cody (The Suite Life of Zack & Cody, Fernsehserie, Episode 2x37)
- 2007: Grindin'
- 2007–2009: Zeit der Sehnsucht (Days of Our Lives, Fernsehserie, 4 Episoden)
- 2009: Family Affair (Kurzfilm)
- 2009–2010: Meet the Browns (Fernsehserie, 7 Episoden)
- 2010: Auch Liebe macht mal Ferien 2 (Why Did I Get Married Too?)
- 2010; 2012: Two and a Half Men (Fernsehserie, 2 Episoden, verschiedene Rollen)
- 2011–2012: Harry’s Law (Fernsehserie, 2 Episoden)
- 2012: Sketchy (Fernsehserie, Episode 1x24)
- 2012–2015: Austin & Ally (Fernsehserie, 17 Episoden)
- 2013: Thor – The Dark Kingdom (Thor: The Dark World)
- 2013: The Love Section
- 2014: American Warships 2 (Bermuda Tentacles, Fernsehfilm)
- 2014: Swelter
- 2015: Workaholics (Fernsehserie, Episode 5x09)
- 2015: Baby Daddy (Fernsehserie, Episode 4x18)
- 2015: Legend of the Mantamaji (Kurzfilm)
- 2015: Scorpion (Fernsehserie, Episode 2x01)
- 2016: Grandfathered (Fernsehserie, Episode 1x11)
- 2016: Flaked (Fernsehserie, Episode 1x04)
- 2016: Fresh Off the Boat (Fernsehserie, 2 Episoden, verschiedene Rollen)
- 2016: Castle (Fernsehserie, Episode 8x16)
- 2016: Rush Hour (Fernsehserie, Episode 1x03)
- 2016: Those Who Can’t (Fernsehserie, Episode 2x12)
- 2017: Man with a Plan (Fernsehserie, Episode 1x13)
- 2017: Marvel’s Agents of S.H.I.E.L.D. (Fernsehserie, Episode 4x20)
- 2018: The Mick (Fernsehserie, Episode 2x11)
- 2018: The Haves and the Have Nots (Fernsehserie, 2 Episoden)
- 2018: Superior Donuts (Fernsehserie, Episode 2x14)
- 2018: Lethal Weapon (Fernsehserie, Episode 3x05)
- 2019: What/If (Miniserie, 2 Episoden)
- 2019: Airplane Mode
- 2019: The Unicorn (Fernsehserie, Episode 1x06)
- 2019: The Morning Show (Fernsehserie, Episode 1x08)
- 2020: Two Degrees (Fernsehserie, 2 Episoden)
- 2020: Extraction (Fernsehserie, Episode 1x01)
- 2021–2022: The Neighborhood (Fernsehserie, 2 Episoden)
- 2022: Call Me Kat (Fernsehserie, Episode 2x03)
- 2022: Remember Me: The Mahalia Jackson Story
- 2022: Familienanhang (Family Reunion, Fernsehserie, Episode 5x04)
- 2022: CSI: Vegas (CSI: Crime Scene Investigation, Fernsehserie, Episode 2x05)
- 2023: Act Your Age (Fernsehserie, 2 Episoden)
- 2024: Palm Royale (Fernsehserie, 2 Episoden)

## Synchronisationen (Auswahl)
- 2002: 007: Nightfire (Computerspiel)